# Fungus Amongus
Fungus Amongus es el primer álbum de estudio de la banda estadounidense de funk metal Incubus, publicado el 1 de noviembre de 1995 bajo su propio sello discográfico independiente llamado Stopuglynailfungus Music On Chillum. Se volvió a lanzar el 7 de noviembre de 2000. Muchos de los nombres que se dieron los integrantes de la banda eran seudónimos, "Fabio" era el guitarrista Mike Einziger, "Dirk Lance" era el bajista Alex Katunich, quien adoptó ese seudónimo como su nombre artístico, "Brandy Flower" es un actual empleado de Sony y "Happy Knappy" era el vocalista Brandon Boyd. "Brett" y "Brett Spivery" se refiere a Brett Spivey, un viejo amigo de la banda quien hizo los dos primeros DVD del grupo y los videos de "I Miss You" y de "Summer Romance (Anti-Graviti Love Song)". La portada del álbum nos muestra la imagen de un hongo amanita muscaria, conocido también como "matamoscas".
En cuanto al estilo el álbum nos muestra fuertes influencias de bandas funk metal como Red Hot Chili Peppers, Primus y Mr. Bungle, quienes son mencionados en el disco.

## Concepto
Brandon Boyd rememora sobre las grabaciones iniciales, notando el material del álbum como una producción jovial, influenciado por distintas bandas como Led Zeppelin y The Doors, aspectos funk metal de Primus, Mr. Bungle y Faith No More, como también bandas del movimiento grunge: Pearl Jam, Soundgarden, Nirvana y Alice in Chains; esto cuando tenían alrededor de 15 años. Por otra parte, Mike Einziger lo describe como una compilación de demos, debido a la falta de recursos monetarios y la juventud de los miembros en ese momento. En una entrevista de 2001, comenta “solíamos tocar mejor los instrumentos en ese entonces; pero escribimos mejores canciones ahora”.

## Recepción
Boyd destaca que en primera instancia, se pusieron en venta mil copias, las cuales fueron vendidas en su totalidad. Debido a la fusión de géneros musicales y su participación constante en shows, fueron encontrados por Paul Pontius, quién también había firmado a Korn a las subsidiarias de Sony Music, Immortal/Epic Records. Como banda, fueron firmados a comienzos de 1996, bajo un acuerdo de siete álbumes bajo la subsidiaria Immortal.

## Lista de canciones
| N.º   | Título                     | Duración |  |
| 1.    | «You Will Be a Hot Dancer» | 3:47     |  |
| 2.    | «Shaft»                    | 3:14     |  |
| 3.    | «Trouble in 421»           | 4:41     |  |
| 4.    | «Take Me to Your Leader»   | 4:27     |  |
| 5.    | «Medium»                   | 3:12     |  |
| 6.    | «Speak Free»               | 4:55     |  |
| 7.    | «The Answer»               | 3:02     |  |
| 8.    | «Psychopsilocybin»         | 4:20     |  |
| 9.    | «Sink Beneath the Line»    | 3:15     |  |
| 10.   | «Hilikus»                  | 3:15     |  |
| 38:13 |                            |          |  |